# اذیت و آزار همجنس‌گرایان در آلمان نازی و هولوکاست

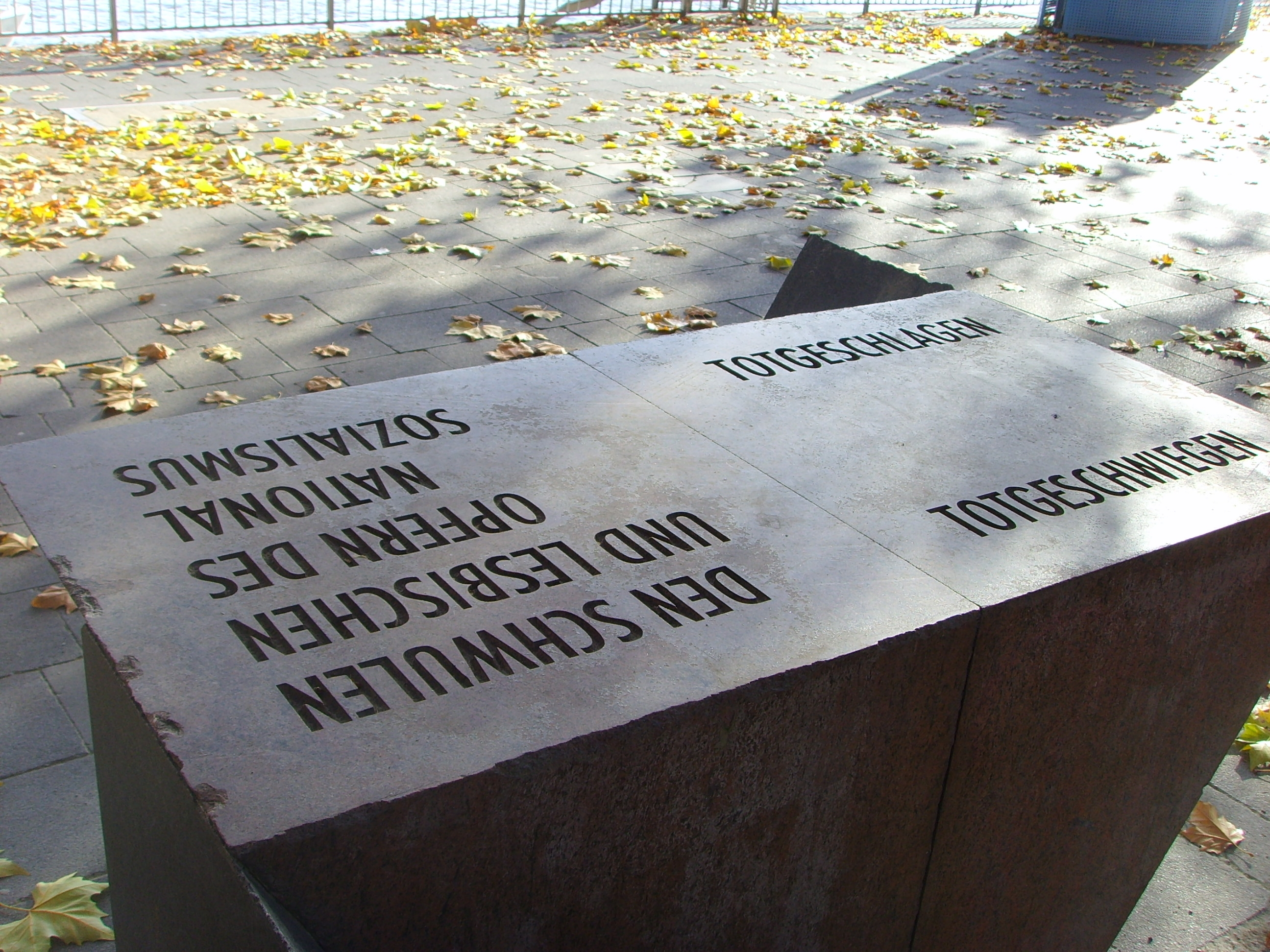
یادبود «قربانیان همجنس‌گرای مرد و زن سوسیالیسم ملی» در کلن

مثلث صورتی که اکنون به عنوان یک نماد در افتخار همجنس‌گرایان و حقوق همجنسگرایان استفاده می‌شود در اصل مثلثی روبه‌پایین و نمادی بود رو به پایین که در اردوگاه کار نازی‌ها برای نمایش دادن همجنس‌گرایان مردان استفاده می‌شد.

پس از به قدرت رسیدن آدولف هیتلر و حزب ناسیونال سوسیالیست آلمان (حزب کارگران) (حزب نازی) در آلمان، مردان همجنس‌گرا و با شدت کمتر زنان همجنس‌گرا توسط نازی‌ها مورد آزار و اذیت قرار گرفتند و بیشترشان بین قربانیان هولوکاست بودند. در سال ۱۹۳۳ سازمان‌های همجنس‌گرایان ممنوع شدند، کتابهای علمی در مورد همجنس‌گرایی و تمایلات جنسی (مانند کتاب‌هایی که از Institut für Sexualwissenschaft که توسط یهودی فعال حقوق همجنس‌گرایان ماگنوس هیرشفلد اداره می‌شد) سوخته و همجنس گرایان در درون حزب نازی به قتل رسیدند. گشتاپو فهرست‌هایی از همجنس‌گرایان ساخت تا آنها را وادار به تبعیت جنسی از «هنجارهای آلمانی» کند.
بین سال‌های ۱۹۳۳ تا ۱۹۴۵ حدود ۱۰۰٬۰۰۰ مرد به خاطر همجنس‌گرا بودن دستگیر شدند که ۵۰٬۰۰۰ از آنان رسماً محکوم شد. بسیاری از این مردان به زندان رفتند و حدود ۵۰۰۰ تا ۱۵۰۰۰ نفر به اردوگاه‌های کار اجباری نازی‌ها محکوم شدند. مشخص نیست که چه تعداد از ۵۰۰۰ تا ۱۵۰۰۰ در نهایت در اردوگاه‌ها درگذشتند، اما مورخ برجسته رودیگر لاتمن معتقد است که مرگ و میر همجنس گرایانی که در اردوگاه‌های کار اجباری تبعید شدند ممکن است ۶۰٪ باشد. با همجنسگرایان در اردوگاه‌ها با خشونت رفتار می‌شد.
پس از جنگ، اتفاقی که با همجنس‌گرایان در اردوگاه‌های کار اجباری می‌شد توسط بسیاری از کشورها نادیده گرفته‌شد و حتی برخی از مردان بر اساس شواهد دوران نازی‌ها دوباره دستگیر شدند. تا اینکه از اوایل دهه ۱۹۸۰ دولت شروع به اذعان به این موضوع کرد و در سال ۲۰۰۲ دولت آلمان به‌طور رسمی از جامعه همجنس‌گرایان عذرخواهی کرد. در سال ۲۰۰۵ پارلمان اروپا قطعنامه‌ای در رابطه هولوکاست که شامل اشاره به آزار و اذیت همجنس گرایان بود تصویب کرد.